# 坎博里乌
坎博里乌是巴西圣卡塔琳娜州的一个市镇。总面积214.5平方公里，总人口53388人，人口密度248.9人/平方公里。